# デビルマンサーガ
『デビルマンサーガ』は、永井豪による日本の漫画。『ビッグコミック』（小学館）にて2015年1号（2014年12月25日発売）から2020年6号（3月10日発売）まで連載された。40年ぶりに永井豪自身が描く『デビルマン』の最終章とされている。

## あらすじ
西暦2025年、経営難により倒産の危機に瀕していた会社を抱えるロボット学者の不動勇希はロボットの悪用や軍事利用を何よりも嫌っていたが、援助してくれるかもしれない軍需企業の地下研究所で見せられた“悪魔の壁画（デーモン・ウォール・ペインティング）”と“悪魔の鎧（デーモン・アーマー）”の研究に携わったことから開いてはならない扉を開けてしまうことになる。兵器だと思われていた“悪魔の鎧（デーモン・アーマー）”が独自の意識を有しており自力で勝手に復元・行動することが明らかになり、また白縫や研究チームの仲間がアーマーに取り込まれる事件が続発する。その一方、日本ではロボットによる自爆テロ事件が起こる。しかし、2つの事件は大元で1つに繋がっており、世界規模で拡大しているのだった。

## 登場人物

### 主要人物
不動勇希（ふどう ゆうき）
平和的ロボット技術を研究する学者。ロボット開発会社「ロボドリーム社」を設立するが、根っからの学者で経営には不向きであったため、銀行に乗せられて莫大な借金の山を作ってしまう。ロボットを犯罪に悪用することや軍事利用には猛反発しているのだが、援助を受けられなければ会社は倒産という危機に追いつめられている。そんな矢先、ロボット産業の最大手「メンドール社」の招聘の理由が軍事利用であったとしても断れない状況にあったが、ル・ファール社がその親会社とは知らずに嵌められた形とはいえ“デーモン・アーマー”にのめり込んでゆく。禁断の魔力に囚われて研究を始めた矢先、シレーヌに意識を支配された白縫の件に続いて研究チームの同僚ケリーとジェフが凶獣ヴァルバの鎧に支配されてしまったため、彼らを救うべくアモンの鎧と融合して戦いに臨む。が、結局は2人を救うことはできず、彼らの悲劇にショックを受けて“悪魔の鎧（デーモン・アーマー）”の研究から手を引くが、アスカからアモンの鎧が送られて来た上、ジェニーと共に訪れたアスカから妻・美紀がレポートしたアンドロイドによるテロと思われた事件が、実はアンドロイドではなく兵器化が進められていた“デーモン・アーマー”の破片の集まりに憑依され絶望したロボット技師だったことを聞かされる。
亀井ことジンメンとの戦いを経て国軍省の秘密部隊「デビルマン部隊」隊長となる。アモンとして戦っていた時の人間的な行動で信頼された経緯もあり、便宜上、大佐という階級を与えられるが軍人としては素人なので、最前線で活躍する戦力として期待されている。
破壊神の侵攻でジンメンが暴走し、日本が危機に陥る中、デビルマンとなったことでその意識はアモンに飲み込まれて消滅してしまう。
竜アスカ（りょう アスカ）
勇希の旧友。「竜大路アスカ（りゅうおおじ あすか）」と名乗っている。世界第3位のIT企業「ビーム・ロード」のCEOにして世界最大の軍需企業「ル・ファール社」を大株主として子会社として抱えており、「ル・ファール社」のCEOにメンドール社の子会社化を提案した。地球温暖化の影響により南極の大陸棚の氷床にヒビが入り、2万年前の氷の層から発見された人類史から忘れられた先史の戦争を描いた“悪魔の壁画（デーモン・ウォール・ペインティング）”と、その核心である“デーモン・アーマー”の研究に勇希を推薦した。16歳の時、将棋のプロ棋士になって竜王位を取るが、タイトルを返上してアメリカの大学に留学した。
「竜大路」には“竜の王子”という意味と“竜が行くべき大道を示す”というモノが「竜大路」にはあるため、将棋の竜王位のタイトルを取った記念に「竜大路」と名乗るようになった。両性具有で女性として勇希を愛しているが、同性である男性の親友としてしか受け入れて貰えないため、陰で涙しつつ冗談だと想いを封印した。
実は魂（霊体）で人間の胎内に入り込んで授精させ人間の肉体を得た悪魔（デーモン）であり、光り輝く悪魔の神ルシファーにして大魔神サタンであり、仏教神話で阿修羅王と呼ばれ、インド神話では魔神アスラと呼ばれる存在。背中合わせの男女の肉体と三面六臂の姿となり、1人の姿に戻ることも可能。科学の発展で栄華を極めたアスラの都アスラーンの惨状に心を痛め、アスラ軍団を率いて異宇宙からの侵略者である破壊神（その実態は自分たちを生み出した文明人の霊的影響で超進化を遂げたスーパーナノマシン・システム）と戦うことを決意する。
不動美紀（ふどう みき）
不動勇希の妻。人気テレビレポーター。夫の留守中、日本橋近くの中熊重工本社ビルで起きたテロ事件を報道するが、不気味さを強調したロボットを使っての自爆テロに悪意を感じる。勇希の会社で兄・高志が働いている。
中学時代はスケバンで「平手のミキ」と呼ばれ、勇希と結婚しても未だに他人を顔で判断して暴力を振るい謝罪もしない。勇希に対する愛情は本物で、デビルマン部隊の指揮官となった事情を受け入れ、支える決意をするが情勢の悪化は人々の想像を超えたものとなり、ついに破壊神の侵攻で日本の中枢が大混乱に陥る中、地下への避難を余儀なくされる。
白縫翼（しらぬい つばさ）
国防庁戦略司令部所属。戦闘機のパイロットで空軍中尉。勇希が招聘を拒絶しても連れてくるように命じられており、力ずくで案内した。シレーヌの鎧に呼ばれて意識を支配されてしまう。勇希に惹かれている。事件解決後、機密保持のために「ル・ファール社」の保安部所属になる。実は、意識を支配されたというのは嘘だと勇希に告白し、超人同士の自身こそが伴侶に相応しいと言い出し美紀を始末してあげるとまで言ってしまう。
アスカの手配で日本に帰国し、中熊重工ノデーモンと戦うアモンに助っ人する。その後、正式に発足した「デビルマン部隊」の副隊長となって勇希を補佐する。

### ル・ファール社関連
ジェイソン・メンドーサ
ロボット開発会社「メンドール社」社長。ロボット学者としても有名。ジェニーの予知を信じられなかったが、凶獣ヴァルバの鎧により研究チームのスタッフの男女が憑依されて破壊事件が起こり、社内にデーモン対策本部を設置し事件の収拾に尽力する。
クロード・ギラン
ル・ファール社で“デーモン・アーマー”の金属分析を行うチームを率いている。アーマーの分析を行うが、正体を突き止めようとするとかわされるように解明できず、また本能的な恐怖や関わっていると危険だと考えて勇希にアーマーの研究はやめた方が良いと警告する。日本に帰国した勇希を訪ね、ダンテ・アリギエーリの作品「神曲」を例に取り異次元の壁が破壊されて2つの世界が融合する危険性を訴える。
ジェフ・ゴードン、ケリー・スミス
勇希の研究チームのメンバー。一緒に“デーモン・アーマー”の復元と研究を試みている。第3のアーマーを完成させた直後、SEXのさ中にアーマーの主“ヴァルバ”に憑依されてしまう。勇希の呼びかけで人間としての意識が浮上するが、2体が融合して1つの存在であるヴァルバから乖離して元に戻ろうとして絶命する。
タロー・サンダース
勇希のチームメイト。日本人だと主張する黒人。モニュメントバレーにあるル・ファール社の“悪魔兵士（デーモン・ソルジャー）”研究基地で“悪魔兵士（デーモン・ソルジャー）”を量産する仕事に従事しているが、世界各地にレンタルされた彼らが戦いに疑問を抱いて人間に矛先が向かうことのではないかと不安を抱く。その不安を払しょくするべく、研究中の自身に語り掛けてきた鎧（ライガー）と同調してデーモンとなるが、来日してデビルマン部隊の一員となる。
ボブ・ハーディ
勇希のチームメイト。危険ではあるが、アーマーの装着実験が必要だと主張する。
ジョセフ・トマソン
勇希のチームメイト。
ジェイソン・ゴーダー
ル・ファール社の保安部隊長。元米軍海兵隊（マリーン）であり、第3のアーマーの装着実験に志願した。エリート意識が強く“デーモン・アーマー”の力を得た途端、残虐性を剥き出しにする。ル・ファール社に力を評価され、新部署の責任者に抜擢されたものの、デーモンの力を得た事で傲岸さに拍車がかかり、テロリスト同然の存在になっていく。
ジェニー・ブライト
予知能力者の女性。超心理学の教授（プロフェッサー）。別名「サイコジェニー」。予知の他に、テレパシー能力をも有している。幼いころから超能力を有していたため、母親にすら「魔女（ウィッチ）」と呼ばれ忌み嫌われていた。内包する能力の強さゆえか、勇希は初対面で顔が巨大に見えた。
ディモン・ダンテス
ル・ファール社のCEO（最高責任者）。世界各国の軍部上層部を和え埋めて“デーモン・アーマー”の力を得た“悪魔の兵士（デーモン・ソルジャー）”を既知の兵器に代わる新たな兵器とすることを提案する。
ジェニファー・ノーラン
元有名女優。ダンテス夫人。
ゼモマ・マオ
ダンテスの片腕。ダンテス夫人と共にル・ファール社のスリートップと呼ばれている。
レイコ・クロック
魔将軍ザン（ジェイソン・ゴーダー）の軍団と同数のメンバーによる3つ目の“悪魔軍団（デーモン・レギオン）”の将軍に抜擢された女性。日本人と英国人のハーフ。クールな美女。

### 中熊重工
中熊大（なかぐま だい）
日本橋近くのメインストリートにある本社を構える「中熊重工」の社長。アメリカでは“ビッグ中熊”と呼ばれている。勇希の新妻・美紀がレポーターを務めた本社ビルのロボットによる自爆テロの被害に遭うが、自身がリストラしたロボット技術者の嫌がらせだと語る。業務提携によりル・ファール社製品の部品を作るだけだとするが、いずれは競合することを目的としている。そんな折、研究は遅々として進まず協力を求めて世界各国の研究機関に渡った悪魔の鎧（デーモン・アーマー）の欠片を大手企業も欲しがり、その中の1社として入手しロボットの部品に利用しようとした。亀井をヘッドハンティングし、本格的に研究に着手した。
夏目（なつめ）
中熊重工の秘書課課長。
ロボット技師
中熊重工の本社ビルでテロに使われたアンドロイドだと思われていた人物。実は悪魔の鎧（デーモン・アーマー）の金属片の群れに憑依された中熊重工のロボット技師の男性。金属片をロボットの部品として加工作業に携わっていたが、何体あるかも分からない悪魔の鎧（デーモン・アーマー）のカケラが他の普通の金属とも混ざり合い、仮に古代の悪魔戦士（デーモン・ウォーリア）の“残留思念”があったとしても統一したモノではない金属片に憑依され、悪魔戦士（デーモン・ウォーリア）になることも元の姿に戻ることも叶わずに絶望し、自身をモルモットにしようとした会社に対する復讐心ゆえに本社ビルで自爆テロを行った。
亀井迅（かめい じん）
教授。メンドール社の研究室の主任。資金不足により日本の大学の研究で行き詰まっていてメンドーサにヘッドハンティングされ、騙されて強引に連れて来られた既知の勇希と再会し、密かに研究が進める“デーモン・ウォール・ペインティング”と“デーモン・アーマー”を見せる。未完成の悪魔の鎧（デーモン・アーマー）の総量2体分を持ち出し、金儲けを企む。まだ自身の犯行だとバレてはいないが、監視カメラの映像の一部を消去したことで保安部では内部犯行説が持ち上がっており、逃げるようにして休暇で日本に帰国した際、中熊重工の夏目にサンダース曰く「もの凄い待遇」でヘッドハンティングされた。ジンメンの魂を宿った“デーモン・アーマー”に装着させられる形ではあるが、人間の力では不可能な猟奇殺人を繰り返して人肉食に快楽を感じ、同僚を勧誘して仲間を増やした挙句、それを止めようとした勇希の命さえ狙うようになり、決定的に対立してしまう。

### 国防省
智円万次郎（ちえん まんじろう）
国防省戦略司令部の戦略司令部次官。東大法学部政治学科上がりのエリート官僚で、軍人上がりの戦略司令部長官・墨東政雄（ぼくとう まさお）の懐刀。
墨東政雄（ぼくとう まさお）
日本国軍省総司令長官。
貝阪無双（かいさか むそう）
戦略司令部所属。陸軍少尉。パーティーの直前、白縫の応援に日本から駆けつけた。柔道四段、剣道三段、空手は黒帯。名前は父により“金剛無双の男になれ”と命名された。白縫のボディガード兼運転手のつもりでいるが、戦車隊長だったことで戦車のつもりで運転するので下手である。白縫に想いを寄せている。機密保持のために「ル・ファール社」保安部の一員にされるが、白縫を守るのが仕事だと言われて喜んでいる。名前が呼びづらいということで新たな同僚に命名された通称「カイム」を気に入り、そう呼ばれることに抵抗は無い。第33章「悪魔化の進行」で“デーモン・アーマー”に憑依されるが、理性を失うことなくカイムとして窮地に陥った白縫を救う。
土巣六郎（どす ろくろう）
国軍省軍事調査部第二調査課所属。かつては本庁のマル暴にいた。警察官なのか暴力団なのか分からぬ男と言われている。デビルマン部隊発足と共に上園、沼田と揃って表向きは元の部署に属した形で勇希の部下となる。
上園正子（かみその まさこ）
土巣と同じ軍事調査部の一員。中学時代、スケバンだったころの渾名は「カミソリマサ」。美紀の学校の男子生徒が手を出そうとしたため、剃刀で顔を切ることが多々あった。美紀とはライバルだった。デビルマン部隊発足と共に土巣、沼田と揃って表向きは元の部署に属した形で勇希の部下となる。
沼田丈二（ぬまた じょうじ）
国軍省軍事探偵部（潜入調査や工作を行うスパイ部署）の一員。拳が固く、メリケンサックを嵌めているようだということから「メリケン・ジョー」の異名を持つ。デビルマン部隊発足と共に土巣、上園と揃って表向きは元の部署に属した形で勇希の部下となる。
中熊重工の戦いで戦死したデビルマン・クウモの鎧に同調し、2代目クウモとなる。

### その他の人物
牧村高志（まきむら たかし）
美紀の兄であり、勇希の義兄。勇希の会社「ロボドリーム」の専務取締役。彼の会社設立に出資しており、理工学部出身で経営に疎い義弟を助けている。
毛田（けだ）
勇希の会社「ロボドリーム」の技術者。亀井が持ち込んだ雑多なアーマーの破片と自身が開発していた番犬ロボットに取り込まれ“邪獣（イビル・ビースト）”に変貌してしまう。暴走し大事故も起こしたため、アモンとなった勇希に倒され、遺体は欠片も遺さず焼却された。

### デーモン（ダイモン）／デモンアーマー
ルシファー
第1章の冒頭で、アモン曰く“神を標榜する輩”との戦いで姿を見せた。シレーヌは「暁の明星、ルシファー魔王（サタン）」と呼んでいた。阿修羅王であり、魔神アスラでもある。
シレーヌ
デーモン族の超戦士。白縫を呼び寄せ、アーマーを装着させて暴走した。
アモン
白縫を救おうと命懸けでシレーヌを止めた勇希が装着・融合したアーマーの元の主。彼に対して「ダイモンの勇士、超神（デビル）の称号を持つ戦士」と名乗り、彼に力を与えると告げて再び融合した。
ヴァルバ
別々の復元されつつあったアーマーが元は2人で着用するモノとして合体し復活したデーモン。復元した2人を取り込んで暴走し、嘗て自身を倒したアモンに対する復讐を遂げようと破壊と殺戮を繰り広げる。
カイム
四足歩行のサイに似たデーモン族。『デビルマン』の両肩に巨大な角のあるカイムとは異なり、両肩に巨大なハサミが生えている。
ゼノン
魔王。3つの頭と胸に猿の顔を持つデーモン。
ジンメン
亀井と一体化したカメに似たデーモン族。『デビルマン』に出ていたジンメンと同じく食べた人間の顔と意識を甲羅に浮かび上がらせることができる。
ライガー
国防省の混乱の中に「ル・ファール社」からの援軍として駆けつけた、タローが装着する鎧で外見は『獣神ライガー』に登場するサンダーライガーに似ている。
ホーカー、ガンゴ、ラーゴ、ナール、ミラージュ、ギール、クウモ
白縫の伝手でル・ファール社から派遣されてきたデーモン・ソルジャー。国軍省所属となり、デビルマン部隊のメンバーとなる。

## 用語
デーモン・アーマー（悪魔の鎧）
およそ2万年前にあたる南極の氷床下より発見された。その名の通り悪魔の如き異形の姿をとるアーマー（鎧）。解析不能な未知の物質で構成されており、アーマーそれぞれに過去の装着者の遺志ともいうべきものが宿っている。アーマーの遺志は自身と波長の合う者と同調して融合するが、完全に波長が一致する者は少ない。鎧から発せられる電波は「デーモン波」と呼ばれ、鎧に取り込まれた者の多くが混乱して暴走する原因となる。装着者が死亡してもアーマー自体は自己修復で再生し、同調する人物が近づけば再び装着・融合して活動を始める。
同調率の高い者（アモンやシレーヌ）はアーマーの意志と交感することも可能で、そのレベルになれば装着者が呼べばどこであろうとテレポートして現れる。だが、それ以外の者はアーマーの「ヘッドパーツ」を被ることで全身に装着される。装着されデーモンとなった者の姿は機械的な装置では捕捉することはできず、肉眼による目視でしか見ることが出来ない。
イビル・ビースト（邪獣）
デーモン・アーマーの欠片と無作為に融合してしまった存在。中途半端かつ雑多なアーマーが混ざり込み、明確な意思のない獣となってしまうか、意思を失わなくともアーマーとの融合を解除することも出来なくなり、ロボット出来損ない染みた姿になってしまう。

## 書誌情報
- 永井豪とダイナミックプロ 『デビルマンサーガ』 小学館〈ビッグコミックススペシャル〉、全13巻
  1. 2015年6月30日発売[4]、ISBN 978-4-09-187069-8
  2. 2015年11月30日発売[5]、ISBN 978-4-09-187400-9
  3. 2016年4月28日発売[6]、ISBN 978-4-09-187676-8
  4. 2016年9月30日発売[7]、ISBN 978-4-09-189273-7
  5. 2017年2月28日発売[8]、ISBN 978-4-09-189458-8
  6. 2017年8月30日発売[9]、ISBN 978-4-09-189664-3
  7. 2018年1月30日発売[10]、ISBN 978-4-09-189841-8
  8. 2018年5月30日発売[11]、ISBN 978-4-09-860014-4
  9. 2018年10月30日発売[12]、ISBN 978-4-09-860164-6
  10. 2019年2月28日発売[13]、ISBN 978-4-09-860272-8
  11. 2019年9月30日発売[14]、ISBN 978-4-09-860503-3
  12. 2020年2月28日発売[15]、ISBN 978-4-09-860584-2
  13. 2020年5月29日発売[16]、ISBN 978-4-09-860667-2